# Gondreville (Oise)
Gondreville – miejscowość i gmina we Francji, w regionie Hauts-de-France, w departamencie Oise.
Według danych na rok 1990 gminę zamieszkiwało 259 osób, a gęstość zaludnienia wynosiła 37 osób/km² (wśród 2293 gmin Pikardii Gondreville plasuje się na 740. miejscu pod względem liczby ludności, natomiast pod względem powierzchni na miejscu 691.).